# Bjerkandera adusta
Bjerkandera adusta, comúnmente conocida como la polípora ahumada o corchete ahumado, es una especie de hongo en la familia Meruliaceae. Es un patógeno de plantas que causa la pudrición blanca en los árboles vivos, pero generalmente aparece en la madera muerta. Fue descrita por primera vez científicamente como Boletus adustus por Carl Ludwig Willdenow en 1787. La secuencia del genoma de Bjerkandera adusta se informó en 2013.

## Química
Debido a que Bjerkandera adusta produce enzimas que pueden degradar los hidrocarburos aromáticos policíclicos, como los que se utilizan en los tintes textiles sintéticos, se ha investigado sobre la posibilidad de un posible hongo en la biorremediación.